# نيكولاس كيفر

## روابط إضافية
- نيكولاس كيفر على موقع رابطة محترفي التنس (الإنجليزية)
- نيكولاس كيفر على موقع الاتحاد الدولي لكرة المضرب (الإنجليزية)
- نيكولاس كيفر على موقع كأس ديفيز (الإنجليزية)
- نيكولاس كيفر على موقع خلاصة التنس.كوم (الإنجليزية)
- نيكولاس كيفر على موقع إي إس بي إن.كوم (الإنجليزية)
- نيكولاس كيفر على موقع أوليمبيديا (الإنجليزية)
- Kiefer Recent Match Results
- Kiefer World Ranking History
- Official web site